# 澌滩河
澌滩河，是中国长江流域的一条河流，汇入大通江，属于嘉陵江水系。河长80千米，流域面积1815平方千米，多年平均流量42立方米每秒。自然落差495米。水能理论蕴藏量7万千瓦。